# Gölängagölen
Gölängagölen är en sjö i Växjö kommun i Småland och ingår i Lagans huvudavrinningsområde. Sjön är 4,1 meter djup, har en yta på 0,012 kvadratkilometer och är belägen 220 meter över havet.